# Stazioni fantasma della metropolitana di New York

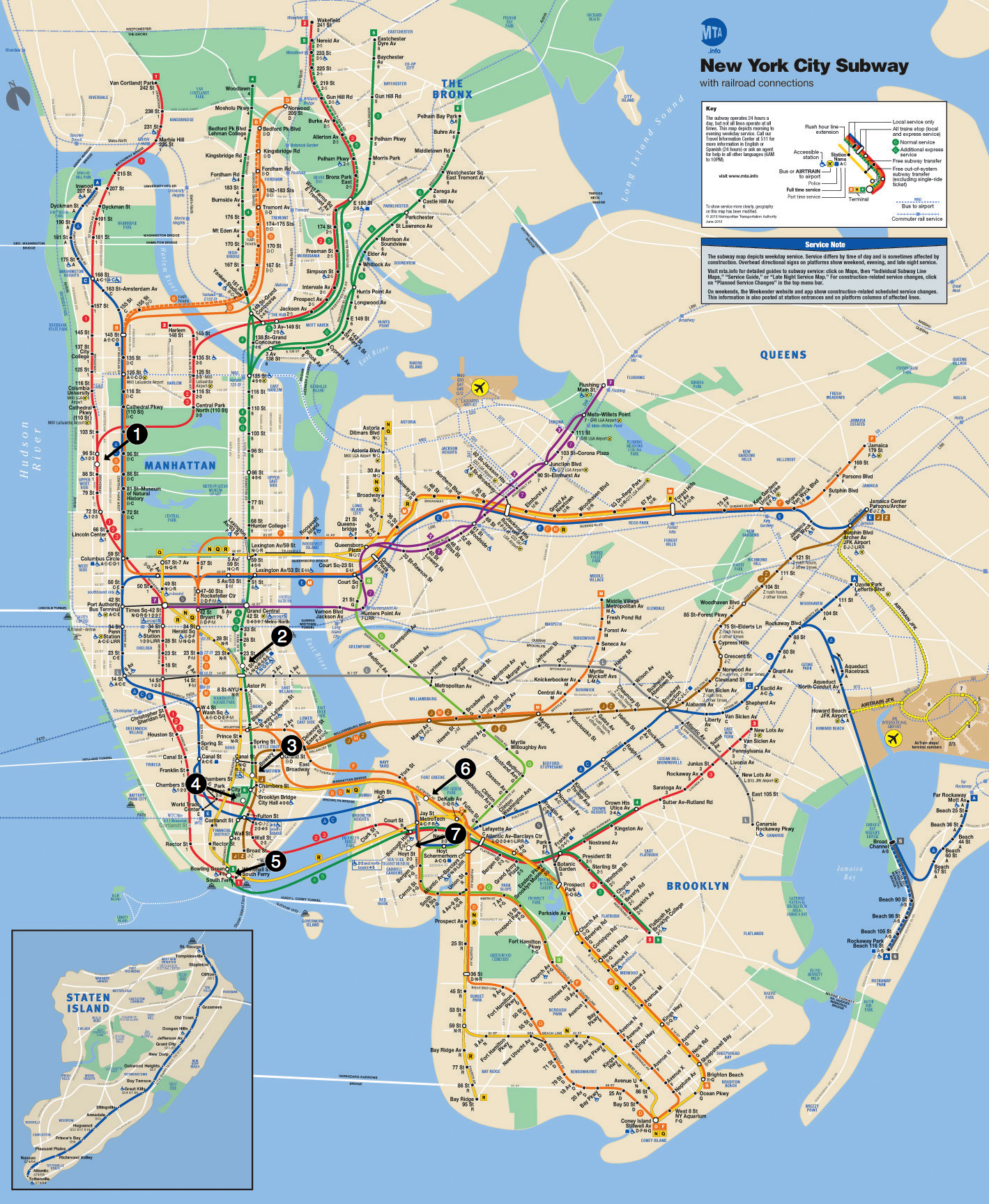
Mappa del 2013 a cui sono state aggiunte le stazioni fantasma:
1. 91st Street
2. 18th Street
3. Worth Street
4. City Hall
5. South Ferry
6. Myrtle Avenue
7. Court Street

Sono dette fantasma quelle stazioni della metropolitana di New York chiuse al pubblico e quindi non più utilizzate.
La maggior parte di queste stazioni furono chiuse a partire dal 1940, anno in cui la città di New York divenne proprietaria dell'intera rete metropolitana cittadina. In totale sono sette le stazioni fantasma della metropolitana di New York, di cui cinque erano un tempo gestite dall'Interborough Rapid Transit Company (IRT), una dalla Brooklyn-Manhattan Transit Corporation (BMT) e infine una era parte dell'Independent Subway System (IND).
Tutte queste stazioni furono abbandonate e progressivamente ricoperte di graffiti; fanno eccezione la stazione di Court Street, trasformata nella sede del New York Transit Museum, un museo che documenta la storia del trasporto pubblico a New York, e la stazione di City Hall, tutelata in quanto inserita nel National Register of Historic Places.

## Stazioni chiuse

### 18th Street
La stazione di 18th Street fu aperta il 27 ottobre 1904, come parte della prima linea sotterranea della metropolitana di New York, divenuta poi linea Lexington Avenue. Venne chiusa l'8 novembre 1948, dopo che le banchine della vicina stazione di 23rd Street furono allungate per accogliere treni più lunghi rendendo le due stazioni troppo vicine. Inoltre, la stazione era così vicina all'attigua stazione di 14th Street-Union Square che dalla banchina potevano essere viste le luci di quest'ultima.
La stazione, abbandonata e non più accessibile dalla superficie, è coperta da un gran numero di graffiti che possono essere visti dai treni in transito sulla linea IRT Lexington Avenue.

### Worth Street
La stazione di Worth Street fu aperta il 27 ottobre 1904, come parte della prima linea sotterranea della metropolitana di New York, divenuta poi linea Lexington Avenue. Venne chiusa il 1º settembre 1962, dopo che le banchine della vicina stazione di Brooklyn Bridge-City Hall furono allungate per accogliere treni più lunghi redendo le due stazioni troppo vicine. Dopo la chiusa della stazione di Worth Street, la stazione di Brooklyn Bridge-City Hall venne rinominata Brooklyn Bridge-Worth Street fino al 1995, quando riprese il nome di Brooklyn Bridge-City Hall.

### 91st Street
La stazione di 91st Street fu aperta il 27 ottobre 1904, come parte della prima linea sotterranea della metropolitana di New York, divenuta poi linea Broadway-Seventh Avenue. Venne chiusa il 2 febbraio 1959, dopo che le banchine della vicina stazione di 96th Street furono allungate per accogliere treni più lunghi redendo quindi le due stazioni troppo vicine. La stazione è abbandonata e non è più accessibile dalla superficie.

### Myrtle Avenue
La stazione di Myrtle Avenue venne aperta il 22 giugno 1915, come parte del prolungamento della linea BMT Fourth Avenue verso 59th Street. Venne chiusa nel 1956, per permettere la realizzazione di un bivio a nord della stazione di DeKalb Avenue, che avrebbe aumentato la capacità complessiva della linea. Come conseguenza di questi lavori, la banchina in direzione Brooklyn venne completamente rimossa mentre quella in direzione Manhattan è ancora esistente e ospita a partire dal 1980 un'installazione artistica sotto forma di zootropio dell'artista Bill Brand, chiamata Masstransiscope.

### City Hall
La stazione di City Hall fu aperta il 27 ottobre 1904, come capolinea della prima linea sotterranea della metropolitana di New York, divenuta poi linea Lexington Avenue. Situata su un cappio di ritorno, venne progettata dallo spagnolo Rafael Guastavino  in stile neoromanico per essere il fiore all'occhiello della nuova metropolitana. Banchina e mezzanino erano illuminati da ampi lucernari, oggi chiusi, e decorati con piastrelle smaltate colorate e lampadari in bronzo.
Potendo ospitare solo treni a cinque casse, tuttavia, la stazione si rivelò ben presto insufficiente con l'aumento dell'utenza della metropolitana e il 31 dicembre 1945 venne definitivamente chiusa. Il cappio di ritorno su cui sorge la stazione viene però ancora usato dalla linea 6 per invertire direzione dopo essere arrivata al capolinea di Brooklyn Bridge-City Hall.

### Court Street
La stazione di Court Street venne aperta il 9 aprile 1936, come parte della prima sezione della linea IND Fulton Street. In origine, la stazione venne progetta come capolinea della linea HH, tuttavia tale linea non venne mai attivata e la stazione finì per essere servita solo da una navetta che la collegava con la vicina stazione di Hoyt-Schermerhorn Streets. Proprio per questo motivo e anche per via del basso numero di passeggeri venne definitivamente chiusa il 1º giugno 1946.
La stazione fu poi trasformata nel New York Transit Museum, aperto il 4 luglio 1976. Venne anche usata come set per vari film e serie tv, tra cui Il colpo della metropolitana del 1974, il suo remake del 2009 Pelham 123 - Ostaggi in metropolitana e l'episodio Déjà vu della serie Life on Mars, in cui un giornalista viene trovato ucciso su un vagone della metropolitana.

### South Ferry

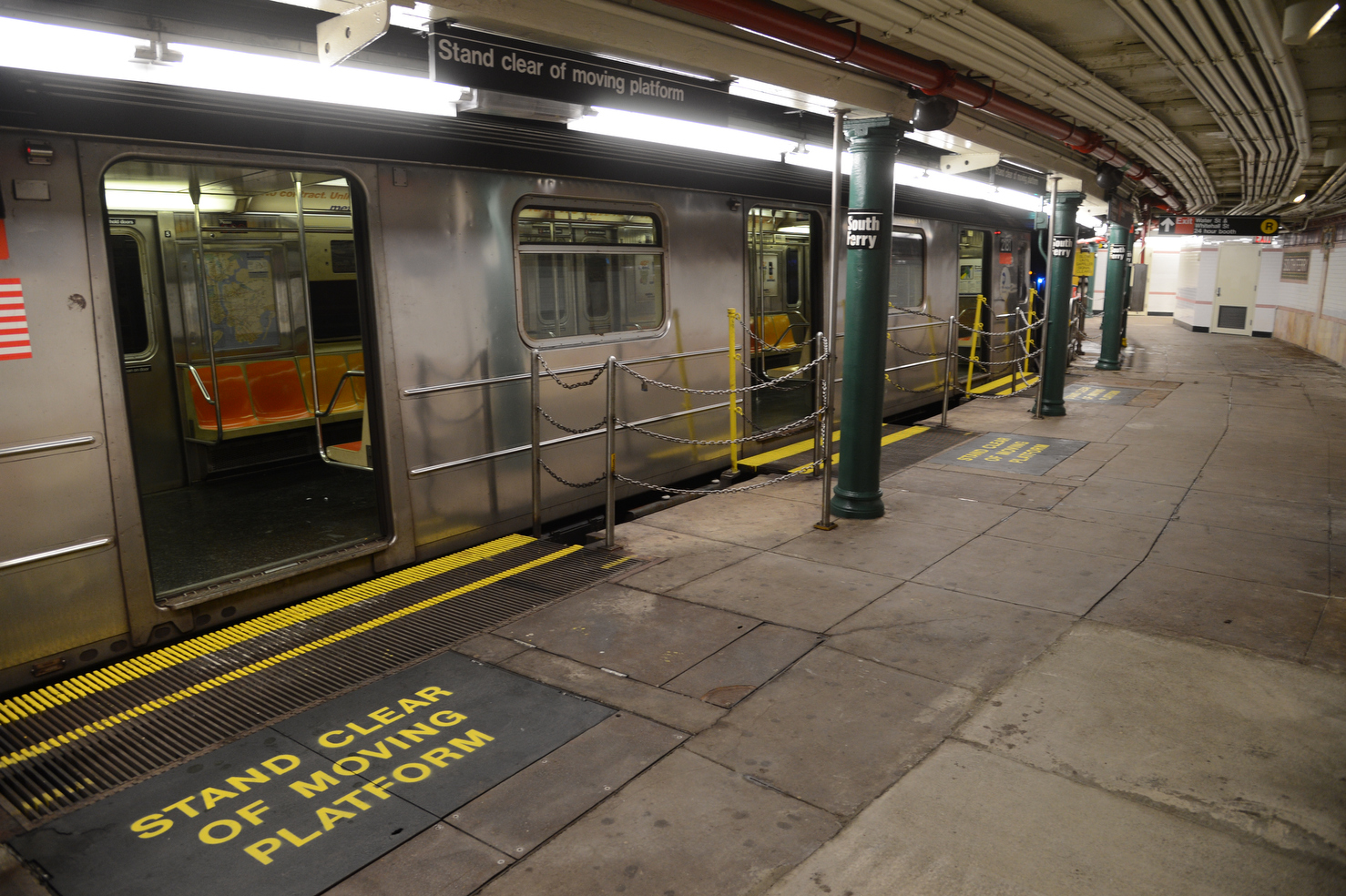
La stazione il giorno della riapertura.

La stazione di South Ferry, situata su un cappio di ritorno all'estremità meridionale dell'attuale linea IRT Lexington Avenue, venne aperta il 1º luglio 1918. Fu chiusa il 13 febbraio 1977, a causa della curvatura estrema della banchina che non permetteva ai treni di aprire tutte le porte e anche per via del basso numero di passeggeri. Il cappio di ritorno è comunque ancora utilizzato dalla linea 5 quando di notte e nei fine settimana termina a Bowling Green.

## Stazioni chiuse e in seguito riaperte

### Cortlandt Street

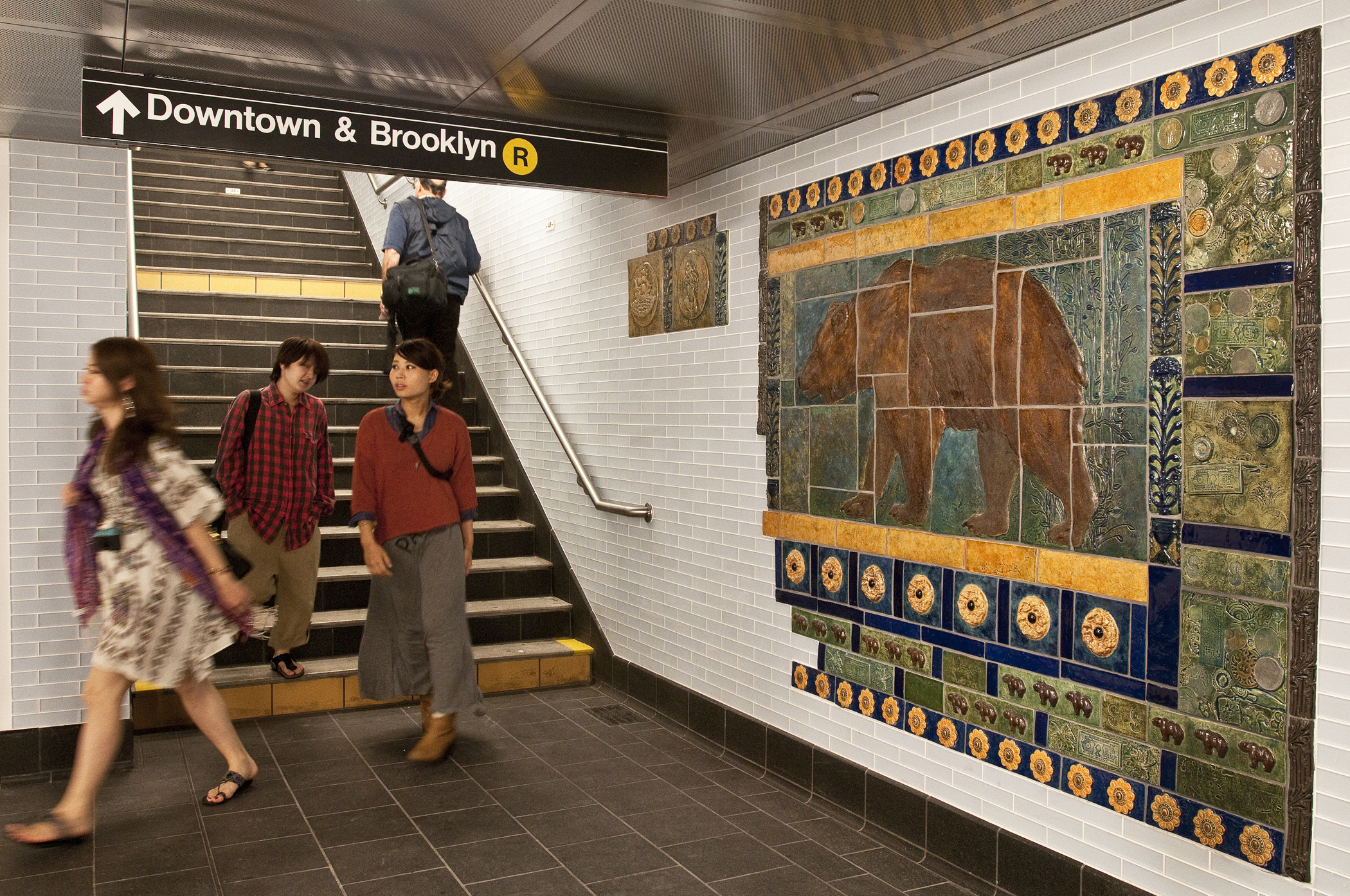
Scorcio della stazione nel 2011.

La stazione di Cortlandt Street venne aperta il 5 gennaio 1918, come parte del prolungamento verso sud della linea BMT Broadway. Fu chiusa una prima volta l'11 settembre 2001, a causa dei danni subiti dopo il crollo del World Trade Center, situato nelle immediate vicinanze della stazione, venendo poi riaperta il 15 settembre 2002.
Fu nuovamente chiusa il 20 agosto 2005, per permettere la realizzazione del Dey Street Passageway, parte del più ampio progetto di rinnovamento denominato Fulton Center. Il 25 novembre 2009 venne quindi riaperta la banchina in direzione uptown e il 6 settembre 2011 la banchina in direzione downtown.

### WTC Cortlandt
La stazione, in origine denominata Cortlandt Street, venne aperta il 1º luglio 1918, come parte del prolungamento verso sud della linea IRT Broadway-Seventh Avenue. Venne chiusa l'11 settembre 2001 a causa degli ingenti danni subiti; la stazione si trovava infatti proprio al centro del sito del World Trade Center e venne quasi completamente distrutta. Dopo lunghi lavori di ricostruzione, è stata riaperta al pubblico l'8 settembre 2018 con il nuovo nome di WTC Cortlandt.

### South Ferry
La stazione di South Ferry, situata su un cappio di ritorno all'estremità meridionale dell'attuale linea IRT Broadway-Seventh Avenue, venne aperta il 19 luglio 1905, come capolinea del prolungamento della prima linea sotterranea della metropolitana di New York. È anche chiama South Ferry loops, per distinguerla da quella più recente aperta nel 2009.
Questa stazione fu, infatti, chiusa proprio il 16 marzo 2009, in contemporanea con l'apertura della nuova stazione. Tuttavia, dopo il passaggio dell'uragano Sandy nell'ottobre 2012, la nuova stazione è stata pesantemente danneggiata e di conseguenza chiusa; per sopperire a ciò la stazione originale è stata quindi riaperta il 4 aprile 2013. Secondo le attuali previsioni la stazione originale rimarrà aperta fino al 2017, quando una volta terminati i lavori la nuova stazione riaprirà.

## Stazioni con banchine chiuse
| Stazione                                | Linea                       | Borough   | Aperta | Chiusa | Altre info                                                                                                |
| --------------------------------------- | --------------------------- | --------- | ------ | ------ | --- |
| 14th Street-Union Square                | IRT Lexington Avenue        | Manhattan | 1904   | 1940   | Chiuse le due banchine laterali, troppo corte dopo l'entrata in servizio dei treni a 10 carrozze.         |
| 42nd Street-Port Authority Bus Terminal | IND Eighth Avenue           | Manhattan | 1932   | 1981   | Chiuso il livello inferiore, poi parzialmente demolito durante i lavori per la 7 Subway Extension.        |
| 59th Street-Columbus Circle             | IND Eighth Avenue           | Manhattan | 1932   | 1981   | Chiusa la banchina centrale, ora utilizzata in parte come collegamento per la stazione IRT.               |
| 96th Street                             | IRT Broadway-Seventh Avenue | Manhattan | 1904   | 2010   | Chiuse le due banchine laterali, troppo corte per i treni a 10 carrozze in uso sulla linea.               |
| Bergen Street                           | IND Culver                  | Brooklyn  | 1933   | 1976   | Chiuso il livello inferiore dopo la sospensione del servizio espresso sulla linea.                        |
| Bleecker Street                         | IRT Lexington Avenue        | Manhattan | 1957   | 2012   | Chiusa parte della banchina in direzione uptown per costruire il passaggio con la stazione IND.           |
| Bowery                                  | BMT Nassau Street           | Manhattan | 1913   | 2004   | Chiusa una delle due banchine centrali ad isola in seguito alla soppressione dei binari che la servivano. |
| Bowling Green                           | IRT Lexington Avenue        | Manhattan | 1905   | 1977   | Chiusa la banchina a servizio delle navetta per South Ferry in seguito alla sua soppressione.             |
| Broadway                                | BMT Myrtle Avenue           | Brooklyn  | 1888   | 1969   | Chiuso il livello superiore, i binari sono stati in seguito rimossi.                                      |
| Brooklyn Bridge-City Hall               | IRT Lexington Avenue        | Manhattan | 1904   | 1940   | Chiuse le due banchine laterali, troppo corte dopo l'entrata in servizio dei treni a 10 carrozze.         |
| Canal Street                            | BMT Nassau Street           | Manhattan | 1913   | 2004   | Chiusa una delle due banchine centrali in seguito alla soppressione dei binari che la servivano.          |
| Chambers Street                         | BMT Nassau Street           | Manhattan | 1913   | 2004   | Chiusa una banchina laterale e una delle due banchine centrali ad isola.                                  |
| DeKalb Avenue                           | BMT Fourth Avenue           | Brooklyn  | 1915   | 1960   | Chiuse le sezioni curveggianti della banchine in seguito a diversi lavori di ristrutturazione.            |
| Hoyt-Schermerhorn Streets               | IND Fulton Street           | Brooklyn  | 1936   | 1981   | Chiuse le due banchine laterali in seguito alla soppressione delle linee che le utilizzavano.             |
| Ninth Avenue                            | IND Culver                  | Brooklyn  | 1919   | 1975   | Chiuso il livello inferiore in seguito alla soppressione del collegamento con la stazione Ditmas Avenue.  |
| Rector Street                           | BMT Broadway                | Manhattan | 1918   | 1970   | Chiusa l'estremità sud della banchina in direzione uptwon in seguito a lavori di rinnovo.                 |
| Van Cortlandt Park-242nd Street         | IRT Broadway-Seventh Avenue | Bronx     | 1908   | 1940   | Chiuse le due banchine laterali, troppo corte dopo l'entrata in servizio dei treni a 10 carrozze.         |
| Wakefield-241st Street                  | IRT White Plains Road       | Bronx     | 1920   | 1940   | Chiuse le due banchine laterali, troppo corte dopo l'entrata in servizio dei treni a 10 carrozze.         |
| Woodlawn                                | IRT Jerome Avenue           | Bronx     | 1918   | 1940   | Chiuse le due banchine laterali, troppo corte dopo l'entrata in servizio dei treni a 10 carrozze.         |